# Scandale des Black Sox
Pour les articles homonymes, voir Black Sox.

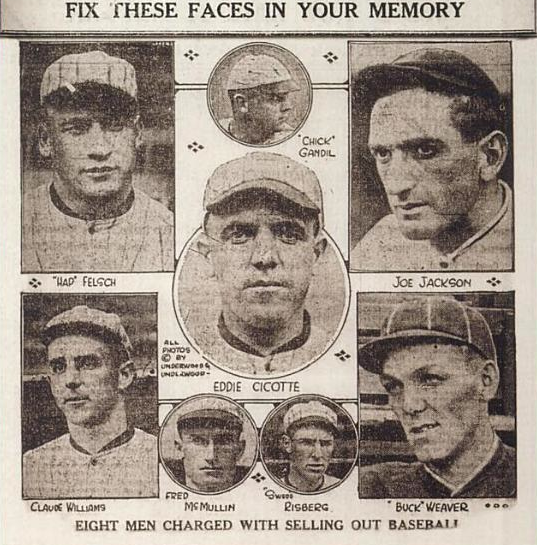
Les joueurs bannis, dans le journal The Sporting News en 1920.

Le scandale des Black Sox (littéralement « Chaussettes Noires », renvoyant au nom de l'équipe des White Sox de Chicago, les « Chaussettes Blanches ») fait référence à des événements ayant eu lieu avant, pendant et après la Série mondiale de baseball de 1919, alors que huit membres des White Sox de Chicago furent bannis des Ligues majeures de baseball après avoir été reconnus coupables d'avoir intentionnellement fait perdre leur équipe.

## Les joueurs bannis à vie
Huit joueurs de White Sox de Chicago :
- Eddie Cicotte, lanceur ;
- Oscar « Happy » Felsch, voltigeur de centre ;
- Arnold "Chick" Gandil, premier-but ;
- « Shoeless » Joe Jackson, voltigeur ;
- Fred McMullin, joueur d'avant-champ ;
- Charles "Swede" Risberg, arrêt-court ;
- George "Buck" Weaver, troisième-but ;
- Claude "Lefty" Williams, lanceur.

Un joueur des Browns de St. Louis :
- Joe Gedeon, deuxième-but.

## Postérité
La chanson de Murray Head Say It Ain't So, Joe (1975) fait soi-disant référence à cette affaire (cette explication n'est en réalité qu'une invention d'un journaliste américain) le titre reprenant la réplique d'un jeune admirateur de l'époque qui aurait crié à Joe Jackson « Say it ain’t so, Joe! » (« Dis-moi que c’est pas vrai, Joe ! »).
En 1988, sort le film Eight Men Out réalisé par John Sayles d'après le livre d'Eliot Asinof. Il relate les événements qui ont mené à l'éclatement du scandale. Parmi les acteurs, on retrouve Charlie Sheen, John Cusack, David Strathairn et D. B. Sweeney dans le rôle de « Shoeless » Joe Jackson.
En 1989, un autre film, Jusqu'au bout du rêve, tiré du livre de W. P. Kinsella Shoeless Joe, rapporte également ce scandale en mettant en scène Joe Jackson, interprété cette fois par Ray Liotta.
Lors d'un épisode de la série américaine Les Experts : Manhattan, une informatrice du Lieutenant Mac Taylor (Gary Sinise) donne des noms de l'équipe des White Sox de 1919 aux personnes qu'elle identifie comme suspectes. C'est Danny Messer (Carmine Giovinazzo) qui donne cette information, et bien d'autres, concernant l'équipe de Chicago.